# Нетер (місячний кратер)
Кра́тер Не́тер (лат. Nöther) — великий стародавній метеоритний кратер у північній півкулі зворотного боку Місяця. Назву присвоєно на честь німецької вченої-математика Еммі Нетер (1882—1935) і затверджено Міжнародним астрономічним союзом у 1970 році. Утворення кратера відбулося у нектарському періоді.

## Опис кратера
Найближчими сусідами кратера є кратер Ньєпс на півночі північному заході; кратер Ліндблад на північному сході; кратер Зігмонді на південному сході і кратер Дайсон на південному заході. Селенографічні координати центру кратера 66°21′ пн. ш. 114°11′ зх. д. / 66.35° пн. ш. 114.18° зх. д., діаметр 64,8 км, глибина 2,7 км.
Кратер Нетер має циркулярну форму та є значно зруйнований. Вал згладжений, широкий гладкий внутрішній схил відзначений безліччю маленьких кратерів, особливо у південній і східній частині. Висота валу над навколишньою місцевістю 1260 м, об'єм кратера становить приблизно 3900 км³. Дно чаші, ймовірно затоплене та вирівняне лавою, поцятковане безліччю дрібних кратерів, у північній частині чаші знаходиться маленький примітний чашоподібний кратер. В районі кратера розташована система долин орієнтованих зі сходу північного сходу на захід південний захід. Одна з цих долин торкається північної частини сателітного кратера Нетер E, інша перетинає південну частину сателітного кратера Нетер T.

## Сателітні кратери
| Нетер | Координати                                                  | Діаметр, км |
| ----- | ----------------------------------------------------------- | ----------- |
| A     | 68°55′ пн. ш. 112°52′ сх. д. / 68.92° пн. ш. 112.87° сх. д. | 30,2        |
| E     | 66°49′ пн. ш. 105°31′ сх. д. / 66.81° пн. ш. 105.52° сх. д. | 45,4        |
| T     | 65°57′ пн. ш. 121°52′ сх. д. / 65.95° пн. ш. 121.86° сх. д. | 44,9        |
| U     | 67°13′ пн. ш. 123°40′ сх. д. / 67.22° пн. ш. 123.67° сх. д. | 37,9        |
| V     | 68°34′ пн. ш. 123°10′ сх. д. / 68.57° пн. ш. 123.17° сх. д. | 26,8        |
| X     | 68°41′ пн. ш. 117°30′ сх. д. / 68.68° пн. ш. 117.5° сх. д.  | 31,2        |

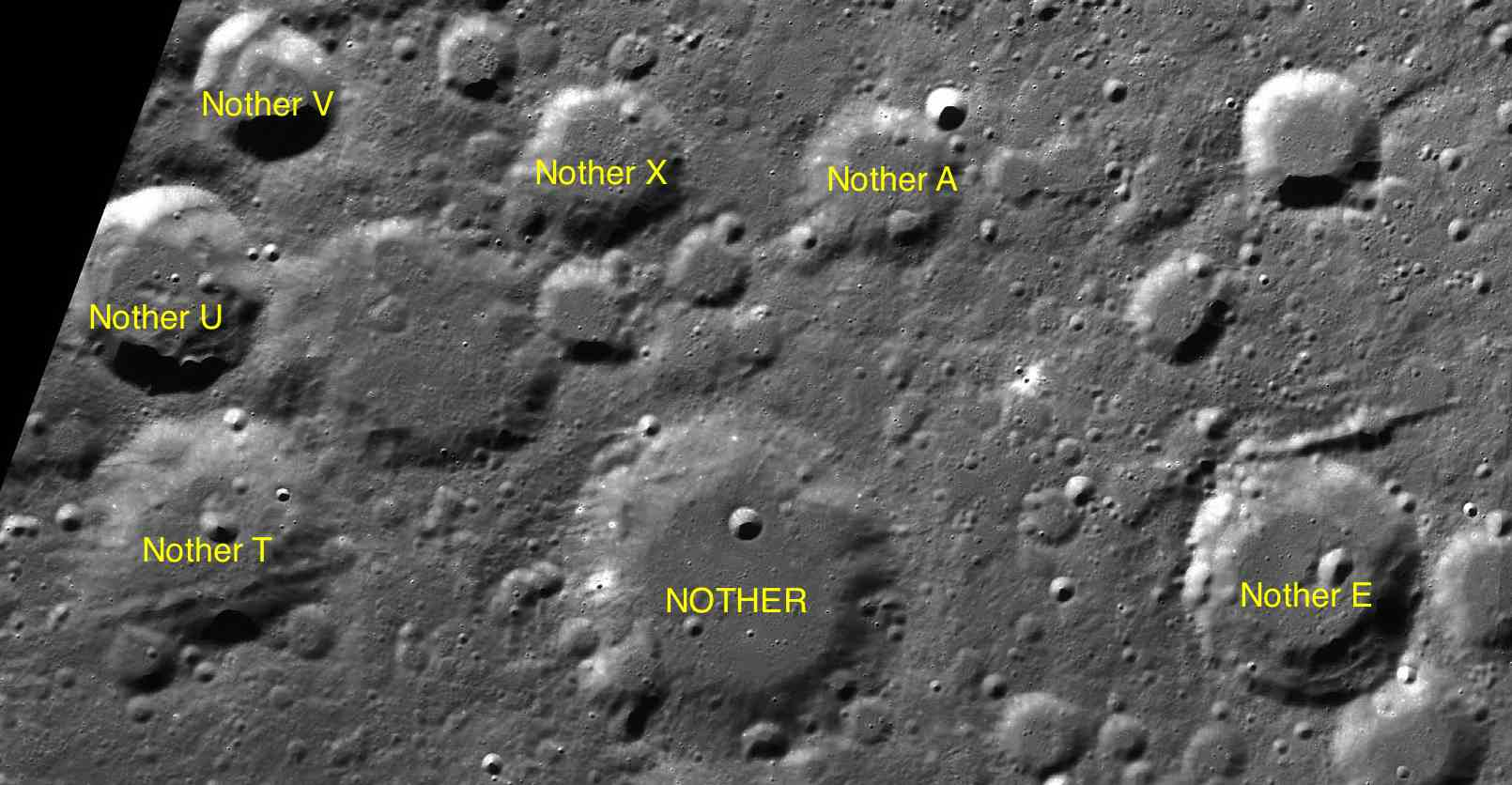
Фрагмент мапи LAC-9.

- Утворення сателітного кратера Нетер T відбулося у нектарському періоді[1].